# Капунов Анатолій Іванович
Анатолій Іванович Капуно́в (8 жовтня 1955, Золочівка — 30 жовтня 2020) — український співак (бас-баритон); заслужений артист України з 1995 року.

## Життєпис
Народився 8 жовтня 1955 року в селі Золочівці (нині Дубенський район Рівненської області, Україна). Навчався у сільській школі, потім вступив до культосвітнього технікуму у Рівному, який закінчив з відзнакою.
З 1978 року (з перервою) — у Києві, соліст Українського народного хору імені Григорія Верьовки. 1984 року закінчив Київську консерваторію, де був учнем Єлизавети Чавдар.
Протягом 1985—1989 років — соліст Ансамблю пісні і танцю Центральної групи військ у Чехословаччині. Гастролював у Канаді, Сполучених Штатах Америки, Великій Британії, Іспанії, Італії, Франції, Хорватії, Польщі, країнах Співдружності Незалежних Держав.
Помер 30 жовтня 2020 року.

## Творчість
У репертуарі співака були українські та російські класичні твори, зокрема арія Андрія з опери «Запорожець за Дунаєм» Семена Гулака-Артемовського, романси та пісні «Чуєш, брате мій» (музика Левка Лепкого, слова Богдана Лепкого), «Стоїть гора високая» (слова Леоніда Глібова), «Віє вітер, віє буйний» (слова Івана Котляревського), «Степ та степ навкруги» (слова Івана Сурикова; усі — музика народна), «Коли я на пошті служив ямщиком» (музика Якова Пригожого, слова народні).